# モアテン・ラスムセン
モアテン・ラスムセン（Morten Rasmussen、1985年1月31日 - ）は、デンマーク・コペンハーゲン出身の元プロサッカー選手。現役時代のポジションはFW。

## 経歴

### クラブ
オーフスGFのアカデミー出身。2002年にクラブと最初のプロ契約を結び、5月のリーグ戦でトップデビューを果たした。2005–06シーズンは前半戦の19試合で10ゴールと大爆発した。
2006年1月、前年度リーグ王者のブレンビーIFが1200万デンマーク・クローネで獲得。レアル・ソシエダに移籍したモルテン・スコウボの穴埋め役を任されたが、負傷のため出番が3月までずれ込み結局6試合の出場に留まった。2006–07シーズン以降も度重なる負傷に苦しめられたが、ロイヤルリーグとデンマーク・カップを獲得した。
2010年1月、セルティックFCが100万ポンドで獲得。ところがニール・レノン監督の信頼を獲得できず、スタメン出場は僅か4試合に留まった。そしてレンタル移籍を繰り返した後、2012年8月にFCミッティランに放出された。
2016年1月、古巣のオーフスに復帰。

### 代表
ユース年代からデンマーク代表に選出されている。
2008年10月の2010 FIFAワールドカップ・ヨーロッパ予選・マルタ戦でA代表初キャップ。
2010年5月、2010 FIFAワールドカップの暫定登録メンバー30人の一人に選ばれた。エースのニクラス・ベントナーのバックアッパーとして期待されたが、最終登録メンバーからは外れた。

## 代表歴
- デンマークU-16
- デンマークU-17
  - UEFA U-17欧州選手権2002
- デンマークU-19
- デンマークU-20
- デンマークU-21
  - UEFA U-21欧州選手権2006
- デンマーク代表
  - UEFA EURO 2012予選
  - 2014 FIFAワールドカップ・ヨーロッパ予選

### ゴール
2016年6月7日現在
| No. | 開催日         | 会場                       | 対戦国     | スコア | 最終結果 | 試合概要                                |
| --- | -------------- | -------------------------- | ---------- | ------ | -------- | --------------------------------------- |
| 1   | 2010年10月12日 | パルケン・スタディオン     | キプロス   | 1–0    | 2–0      | UEFA EURO 2012予選                      |
| 2   | 2013年10月15日 | パルケン・スタディオン     | マルタ     | 1–0    | 6–0      | 2014 FIFAワールドカップ・ヨーロッパ予選 |
| 3   | 2013年10月15日 | パルケン・スタディオン     | マルタ     | 5–0    | 6–0      | 2014 FIFAワールドカップ・ヨーロッパ予選 |
| 4   | 2016年6月7日   | 市立吹田サッカースタジアム | ブルガリア | 1–0    | 4–0      | キリンカップサッカー2016                |

## タイトル
ブレンビー
- ロイヤルリーグ: 2006–07
- デンマーク・カップ: 2007–08